# Karin Mayr-Krifka
Karin Mayr-Krifka (Austria, 4 de junio de 1971) es una atleta austriaca especializada en la prueba de 200 m, en la que consiguió ser subcampeona mundial en pista cubierta en 2004.

## Carrera deportiva
En el Campeonato Europeo de Atletismo en Pista Cubierta de 2002 ganó la medalla de plata en los 200 metros, con un tiempo de 22.70 segundos que fue récord nacional austriaco, tras la francesa Muriel Hurtis.
En el Campeonato Mundial de Atletismo en Pista Cubierta de 2004 ganó la medalla de plata en los 200 metros, llegando a meta en un tiempo de 23.18 segundos, tras la bielorrusa Natallia Safronnikava (oro con 23.13 segundos) y la rusa Svetlana Goncharenko.